# Yael Nachshon Levin
Yael Nachshon Levin (hebräisch יעל נחשון לוין; geboren 1980 in Tel Aviv) ist eine israelische Jazzmusikerin (Gesang, Songwriting) und Autorin.

## Wirken
Levin studierte an der New School University of Music in New York bei Sheila Jordan, Reggie Workman und Jane Ira Bloom. Sie leitete eigene Ensembles und arbeitete mit dem Trompeter Avishai Cohen, dem Bassisten Haggai Cohen-Milo und dem Pianisten Harry Whitaker. Seit 2016 lebt sie als Sängerin und Komponistin in Berlin. Ihr viertes Album Shining Long After They’re Gone erschien 2019, gefolgt von Tigers and Hummingbirds (2023). Mit Anja Reich veröffentlichte sie 2019 im Aufbau-Verlag das Buch Getauschte Heimat. Ein Jahr zwischen Berlin und Tel Aviv. Zudem führt sie in Berlin seit 2017 den Kultursalon Framed.